# Kim Newman
Kim Newman (nacido el 31 de julio de 1959) es un periodista, crítico de cine y escritor inglés. Entre los intereses recurrentes y presentes en su obra se encuentra la historia del cine y el terror -que el autor atribuye a su visionado de Dracula de Tod Browning a los 11 años- y la historia alternativa. Ha ganado el Premio Bram Stoker el Premio del Gremio Internacional de Horror y el Premio BSFA, y ha sido nominado al Premio Mundial de Fantasía.
Kim Newman nación en Londres, y se educó en Aller, Somerset. Estudió en la Dr. Morgan's Grammar School en Bridgwater, y escribió su novela experimental y semiautobiográfica Life's Lottery (1999) en una versión ficticia de la ciudad llamada Sedgwater. Estudió filología inglesa en la Universidad de Sussex. Al principio de su carrera, Newman trabajó como periodista en City Limits, varias revistas y Knave.

## Obras no ficticias
Los dos primeros libros de Kim Newman no eran obras de ficción. Ghastly Beyond Belief: The Science Fiction and Fantasy Book of Quotations (1985), coescrito con su amigo Neil Gaiman, es un tributo cómico a la entretenida prosa de la fantasía de ficción. Nightmare Movies: A critical history of the horror film, 1968-88 (1988) es una historia crítica del cine de terror.
Nightmare Movies fue seguido de Wild West Movies: Or How the West Was Found, Won, Lost, Lied About, Filmed and Forgotten (1990) y Millennium Movies: End of the World Cinema (1999). Entre sus obras no ficticias también se encuentran BFI Companion to Horror (1996)  y Horror: 100 Best Books (coeditor, 1988), que ganó un Premio Bram Stoker a la mejor obra no ficiticia.
Kim Newman es uno de los editores que contribuyen a la revista de cine británica Empire, donde escribe un artículo mensual, "Kim Newman's Video Dungeon", en el que a menudo hace comentarios sobre lanzamientos de películas de terror que pasan directamente a video. También contribuye a Rotten Tomatoes, Venue y Sight & Sound.

## Ficción
Un rasgo recurrente de las obras de Ficción de Kim Newman es su interés por reinterpretar figuras literarias, históricas y del cine, o introducir personajes de otros autores en nuevos escenarios, bien de historia alternativa realista o fantástica. Algunos de estos personajes, como por ejemplo el conde Drácula, son fácilmente reconocibles. Muchos más, especialmente personajes menores, son deliberadamente oscurecidos y pueden considerarse "huevos sorpresa" para los lectores perceptivos. Un ejemplo de ello es la aparición del estadounidense John Reid, que es propietario de una mina de plata y exporta balas de plata a Gran Bretaña en Anno Dracula. O la aparición de un actor estadounidense llamado Kent que protagonizaría "Hércules" en una producción italiana del mismo nombre (un guiño aparente a George Reeves y Steve Reeves (sin relación) que interpretaron a Supermán y Hércules respectivamente. (Aparecen en la novela Judgment of Tears: Anno Dracula 1959 y Dracula Cha Cha Cha.)

### Novelas
La primera novela de Kim Newman fue The Night Mayor (1989), ambientada en una realidad alternativa basada en las películas de detectives en blanco y negro. Ese mismo año y bajo el seudónimo de "Jack Yeovil" comenzó a contribuir a una serie de novelas publicadas por Games Workshop, ambientadas en su mundo de Warhammer y Dark Future y juegos de rol. Los libros de Dark Future fueron reimpresos en el 2006, publicándose Demon Download, Krokodil Tears y una versión extendida de 250 páginas del relato corto Route 666. Kim Newman no tiene previsto concluir la serie.
Su novela más famosa es Anno Dracula (1992). Ambientada en 1888, durante los asesinatos de Jack el Destripador, presenta un mundo alternativo, en el que el conde Drácula se ha convertido en el gobernante de Gran Bretaña. En la novela no sólo aparecen los personajes ficticios de Drácula (1897), sino también los de otras obras de la época victoriana y de sus novelas de Warhammer en otro escenario (aunque Newman ha aclarado que existen tres versiones alternativas de su heroína Geneviève: la versión de Warhammer, la versión de Anno Dracula, y la versión del Diogenes Club, que aparece en las Seven Stars, una colección de historias relacionadas y The Secret Files of the Diogenes Club.)
Anno  Dracula fue continuada por una serie de novelas como El sanguinario barón rojo (ambientada en la Primera Guerra Mundial) y Judgment of Tears: Anno Dracula 1959, así como varios relatos cortos. Algunos de estos relatos están disponibles en la página en línea del autor.
Otras novelas suyas son Life's Lottery (1999), en la que la vida del protagonista es determinada por las elecciones del lector y una versión adulta de los libro-juegos The Quorum (1994), Jago (1991), and Bad Dreams (1990).
También escribió una novela sobre el Doctor Who, Time an Relative, publicada por Telos en el año 2001.

### Relatos cortos
Kim Newman es un prolífico escritor de relatos cortos. Su primera historia fue Dreamers, que apareció en la revista Interzone en 1982. Entre sus colecciones de relatos cortos se incluyen: The Original Dr. Shade, and Other Stories (1994), Famous Monsters (1995), Seven Stars (2000), Where the Bodies are Buried (2000), Unforgivable Stories (2000), The Man from the Diogenes Club (2006) y The Secret Files of the Diogenes Club (2007). También se ha publicado Back in the USSA (1997), una colección de historias coescrita con Eugene Byrne, ambientadas en una historia alternativa en la que Estados Unidos sufrió una revolución comunista a comienzos del siglo XX y Rusia no.
Muchas de sus historias, especialmente las publicadas en  Seven Stars, The Man from the Diogenes Club y The Secret Files of the Diogenes Club—muestran a los agentes del Club Diógenes, creado por Arthur Conan Doyle para la historia de Sherlock Holmes: La aventura del intérprete griego. En las historias de Newman se trata de una fachada para una organización secreta del gobierno británico dedicada a resolver los misterios y amenazas más allá del ámbito de la policía y el servicio secreto convencional.
Una parte de estos relatos se enfocan en las aventuras durante la década de 1970 del investigador psíquico Richard Jeperson; las historias homenajean varios aspectos de la cultura británica de la época, con aventuras al estilo de series de televisión como Los vengadores y Department S. Una versión del Club Diógenes también aparece en la saga de El año de Drácula, con una versión alternativa de Jeperson. Por otra parte, en la serie del Club Diógenes aparecen en ocasiones versiones alternativas de los personajes de la saga de El año de Drácula.
El relato corto Famous Monsters en la que un marciano que deja la invasión de La guerra de los mundos de H. G. Wells consigue un trabajo en Hollywood, fue incluido en una cápsula de información enviada a Marte en un operación conjunta ruso-estadounidense en 1994.

### Novelas
- The Night Mayor (1989)
- Bad Dreams (1990)
- Jago (1991)
- The Quorum (1994)
- Back in the USSA (1997) (wcon Eugene Byrne)
- Life's Lottery (1999)

- Anno Dracula serie
  - Anno Dracula (1992)
  - El sanguinario barón rojo (1995)
  - Dracula Cha Cha Cha (también publicada como Judgment of Tears) (1998)
  - Johnny Alucard (en preparación)

- Time and Relative (2001)

Como "Jack Yeovil"
- Warhammer ambientación
  - Drachenfels
  - Beasts in Velvet
  - Genevieve Undead (tres novelas publicadas como un libro)
  - Silver Nails (short stories)
  - The Vampire Genevieve (recopilación de los cuatro libros anteriores)
- Dark Future escenario
  - Krokodil Tears
  - Demon Download
  - Route 666
  - Comeback Tour
- Orgy of the Blood Parasites

### General
- EOFFTV: Kim Newman Archive Archivado el 23 de junio de 2006 en Wayback Machine.—proyecto para archivar las obras de Kim Newman relacionadas con el cine
- Kim Newman en Internet Movie Database (en inglés).

### Relatos en línea
- En la página de Kim Newman
  - Who Dares, Wins (Una historia alternativa de la saga de El año de Drácula sobre la crisis de los rehenes de 1980, pero con unos vampiros que asaltan la embajada de Rumania.)
  - Coastal City (cómo los cambios en los cómics afectan a la gente que habita en ellos)
- En infinity plus
  - "The Pierce-Arrow Stalled, and..." (Una historia alternativa sobre Hollywood — con Mae West y Errol Flynn)
  - "The McCarthy Witch Hunt" (Una historia alternativa sobre la caza de brujas en los Estados Unidos durante la época de McArthur, con Samantha Stevens como protagonista).
  - "Coppola's Dracula" (Una historia alternativa de El año de Drácula: la filmación de Apocalypse Now con vampiros)
- En BBC Online
  - Mildew Manor, or The Italian Smile (parodia de horror gótico)
  - A Shambles in Belgravia (El profesor Moriarty vs. Irene Adler)
- The Wandering Christian (con Eugene Byrne; Una historia alternativa en la que Constantino pierde la Batalla del Puente Milvio; sin él la cristiandad y el Imperio Romano se desmoronan. La historia también examina la leyenda del Judío Errante.)

- Datos: Q717204